# Rio - Cidade Maravilhosa
Rio - Cidade Maravilhosa é a reedição do álbum de estúdio homônimo de 1954. Com participação das cantoras - Maysa, Luely Figueiró, Nelly Martins e dos cantores - Jamelão, Os Cariocas, Ted Moreno, Albertinho Fortuna, Risadinha, e do coral de Severino Filho. No lado A temos a "Sinfonia do Rio de Janeiro" (A "Montanha" - "O Sol" - "O Mar")de Billy Blanco e Tom Jobim, interpretada pelos artistas já citados. No lado B temos "Cidade Maravilhosa" pelo Coral de Severino Filho, "Copacabana" interpretada por Maysa, "Valsa de Uma Cidade" pelo Coral de Severino Filho, "Fim de Semana em Paquetá" na voz de Albertinho Fortuna, "Corcovado" por Ted Moreno acompanhado pelo Coral de Severino Filho. E por último, "Primavera no Rio" cantada pelo Coral de Severino Filho. Todas as canções tiveram acompanhamento da Orquestra de Radamés Gnattali. Na primeira edição da "Sinfonia do Rio de Janeiro" em 1954, as músicas foram confiadas a outros nomes, como Nora Ney, Emilinha Borba, Dóris Monteiro, Elizeth Cardoso, Dick Farney, entre outros. A reedição de 1960 foi um fiasco, com poucas cópias vendidas, tornando-se um item disputado por colecionadores.

## Faixas
| # | Título                                                  | Composição                        |
| - | ------------------------------------------------------- | --------------------------------- |
| 1 | Sinfonia do Rio de Janeiro (A Montanha - O Sol - O Mar) | Billy Blanco / Tom Jobim          |
| 2 | Cidade Maravilhosa                                      | André Filho                       |
| 3 | Copacabana                                              | João de Barro / Alberto Ribeiro   |
| 4 | Valsa de Uma Cidade                                     | Ismael Neto / Antônio Maria       |
| 5 | Fim de Semana em Paquetá                                | João de Barro / Alberto Ribeiro   |
| 6 | Corcovado                                               | Nazareno de Brito / Steve Bernard |
| 7 | Primavera no Rio                                        | João de Barro                     |